# Fred Paronuzzi
 (avril 2024).
Si vous disposez d'ouvrages ou d'articles de référence ou si vous connaissez des sites web de qualité traitant du thème abordé ici, merci de compléter l'article en donnant les références utiles à sa vérifiabilité et en les liant à la section « Notes et références ».
Fred Paronuzzi est un écrivain français né en Savoie le 2 juin 1967.

## Biographie
Il été professeur de français en Écosse, au Canada puis en Slovaquie.
Dans son premier roman, 10 ans 3/4, il retrace le parcours d'un jeune immigré italien installé dans un petit village industriel savoyard, au cœur des années 1970.
Son deuxième roman sort en 2005 sous le titre Comme s'ils étaient beaux, aux éditions Le Dilettante.
Son troisième roman, La Lettre de Flora, est publié en 2007 aux éditions Robert Laffont.
Fred Paronuzzi poursuit depuis sa carrière d'auteur dans le domaine de la littérature jeunesse avec plusieurs ouvrages publiés chez Thierry Magnier éditeur, mais pouvant tout aussi bien s'adresser à un lectorat adulte.
En 2014, il fait ses débuts en tant que scénariste de bande dessinée (chez Sarbacane) et publie un premier album pour les jeunes lecteurs (chez Kaléidoscope).
En 2015, son diptyque est publié chez Thierry Magnier , Capitaine Triplefesse (tome 1 : A l'abordage ! tome 2 : A la rescousse !).
En mai 2018, après onze ans, Fred Paronuzzi revient à la littérature générale avec un roman publié aux éditions Anne Carrère : Drôle d'endroit pour de la neige.
Les livres de Fred Paronuzzi sont traduits en plusieurs langues[réf. nécessaire].

## Publications

### Romans littérature générale
- 10 ans 3/4, éditions Le Dilettante, 2003  (ISBN 9782290336236)
- Comme s'ils étaient beaux, éditions Le Dilettante, 2005  (ISBN 9782842631031)
- La Lettre de Flora, éditions Robert Laffont, 2007  (ISBN 9782266175722)
- Drôle d'endroit pour de la neige, éditions Anne Carrière, 2018

### Romans littérature jeunesse
- Un Cargo pour Berlin, Thierry Magnier éditeur, 2011  (ISBN 9782844208859)
- Mon père est américain, Thierry Magnier éditeur, 2012  (ISBN 978-2-36474-035-8)
- Là où je vais, Thierry Magnier éditeur, 2013
- Capitaine Triplefesse, à l'abordage ! (1), Thierry Magnier éditeur, 2015
- Capitaine Triplefesse, à la rescousse ! (2), Thierry Magnier éditeur, 2015
- Il faut sauver la lune, Thierry Magnier éditeur, 2016

### Recueils de nouvelles
- Terrains minés, Thierry Magnier éditeur, 2010  (ISBN 9782844208040)
- Dans les cordes, Thierry Magnier éditeur, 2014

### Bandes dessinées (scénariste)
- Zia Flora (dessin : Vincent Djinda) Sarbacane éditions, 2014
- Capitaine Triplefesse, à l'abordage ! (dessins Quentin Girardclos), Thierry Magnier éditeur, 2021
- De sel et de sang (dessins Vincent Djinda), les Arènes BD, 2022
- Capitaine Triplefesse - À la rescousse ! (dessins Q. Girardclos), T. Magnier éditeur, 2022
- Juliette Pommerol chez les Angliches (d'après le roman de Valentine Goby, dessins Charlotte Mevel), T. Magnier éditeur, 2023

### Albums
- Gérard, illustrations Andrée Prigent, Kaléidoscope

1. Gérard le bousier, 2014
2. Gérard et le machin collant, 2016

- Football Cosmique (illustrations : Robin), Gallimard Jeunesse, 2016
- Le Bébé géant (illustrations Kris di Giacomo), Kaléidoscope, 2017
- Trois Farceurs (illustrations François Soutif), Kaléidoscope, 2018
- Ça déménage ! (illustrations Marianne Barcilon), Kaléidoscope, 2019
- Sssh (illustrations Mariana Ruiz Johnson), Camelozampa, 2019
- La piuma viaggiatrice (illustrations Martina Tonello), Camelozampa, 2022
- Super Meuhmeuh (illustrations Alexis Renaud), La Fontaine de Siloé, 2023

### Participations (recueils de nouvelles collectifs)
- Le Facteur, éditions Delphine Montalant, 2003
- Rencontres au bout du monde, Le bout du monde éditions, 2007
- Sauve qui peut les vacances, Thierry Magnier éditeur, 2013

### Publications presse
- En avance malgré lui (nouvelle, Sciences et Vie junior hors série, septembre 2010

## Prix et distinctions
Deux de ses ouvrages font partie de la « Bibliothèque idéale » du Centre national de la littérature pour la jeunesse (BnF) en 2024 : Un cargo pour Berlin (2010) et Le bébé géant (2017) illustré par Kris Di Giacomo.